# Barleria polyneura
Barleria polyneura är en akantusväxtart som beskrevs av Spencer Le Marchant Moore. Barleria polyneura ingår i släktet Barleria och familjen akantusväxter. Inga underarter finns listade i Catalogue of Life.